# Nimlot (törzsfő)
Nimlot a líbiai meswes törzs főnöke volt az ókori egyiptomi XXI. dinasztia korának vége felé. Fia, I. Sesonk volt az egyiptomi XXII. dinasztia alapítója.

## Élete
Nimlot apja Sesonk volt, a meswes törzs főnöke, anyja Mehitenweszhet, aki a „király anyja” címet viselte. Testvére a XXI. dinasztia egyik utolsó fáraója, Oszorkon, akit Manethón után Oszokhórként is ismernek. Nimlot feleségét Tentszepehnek hívták, fiuk, Sesonk később fáraó lett, így Nimlot és Tentszepeh posztumusz megkapták az „isten atyja” illetve „az isten anyja” címet. Valószínű, hogy az ő lányuk volt Mehitenweszhet, aki Sedszunofertumhoz, Ptah főpapjához ment feleségül.
Nimlot halála után fia, Sesonk lett a meswes törzs főnöke. Sesonk engedélyt kapott II. Paszebahaenniut fáraótól, hogy Abüdoszban feliratot készíttessen apja emlékére. Nimlot és Tentszepeh nevét a Paszenhór-sztélén fennmaradt genealógia is említi.

## Fordítás
- Ez a szócikk részben vagy egészben  a   Nimlot A című angol Wikipédia-szócikk ezen változatának fordításán alapul.  Az eredeti cikk szerkesztőit annak laptörténete sorolja fel. Ez a jelzés csupán a megfogalmazás eredetét és a szerzői jogokat jelzi, nem szolgál a cikkben szereplő információk forrásmegjelöléseként.